# Sio nordenskjoldii
Sio nordenskjoldii är en fiskart som först beskrevs av Lönnberg, 1905.  Sio nordenskjoldii ingår som enda art i släktet Sio och familjen Melamphaidae. Inga underarter finns listade i Catalogue of Life.